# Brongniartia mollicula
Brongniartia mollicula är en ärtväxtart som beskrevs av Townshend Stith Brandegee. Brongniartia mollicula ingår i släktet Brongniartia och familjen ärtväxter. Inga underarter finns listade i Catalogue of Life.